# Râul Motnău
Râul Motnău este un curs de apă, afluent al Râmnicului Sărat. 

## Hărți
- Ovidiu Gabor - Economic Mechanism in Water Management ][nefuncțională]